# George Perkins Clinton
George Perkins Clinton (ur. 7 maja 1867 w Polo, zm. 13 sierpnia 1937) – amerykański botanik, mykolog i fitopatolog. 
George Perkins Clinton uzyskał licencjat na Uniwersytecie Illinois w Urbanie i Champaign, a następnie tytuł magistra i doktora na Harwardzie. Przez trzydzieści pięć lat pracował w Connecticut Agricultural Experiment Station w New Haven. Specjalizował się w badaniu grzybów z grupy rdzowców i głowniowców. Był członkiem American Association for the Advancement of Science oraz Amerykańskiej Akademii Sztuk i Nauk.
Przy nazwach naukowych utworzonych przez niego taksonów dodawany jest skrót jego nazwiska G.P. Clinton.